# Мужчине живётся трудно. Фильм 27: Осакская любовь Торадзиро
«Мужчине живётся трудно. Фильм 27: Осакская любовь Торадзиро» (яп. 男はつらいよ　浪花の恋の寅次郎, Отоко-ва цурай ё: нанива-но кои-но торадзиро; англ. Tora-san's Love in Osaka / Tora-san's Many-splintered Love (Tora-san 27) — японская комедия режиссёра Ёдзи Ямады, вышедшая на экраны в 1981 году. 27-й фильм популярного в Японии киносериала о комичных злоключениях незадачливого чудака Торадзиро Курума, или по-простому Тора-сана. Большая часть сценария сосредоточена на забавных различиях между жителями Токио / Канто (в том числе Тора-сана и его семьи) и Осаки / Кансай. В этой серии впервые появляется актёр Хидэтаки Ёсиока в роли племянника Тора-сана Мицуо (сын Сакуры и Хироси), заменив Хаято Накамуру, исполнявшего эту роль в предыдущих сериях (15 выступлений в роли Мицуо с «Мужчине живётся трудно. Фильм 9: Родной дом в Сибамата», 1972 и заканчивая «Мужчине живётся трудно. Фильм 25: Торадзиро — цветок гибискуса» (1980). Здесь также впервые в роли Фуми, любовного интереса Тора-сана снялась популярная актриса Кэйко Мацудзака. За исполнение этой роли она была названа лучшей актрисой года на церемониях вручения премий Японской академии и «Голубая лента». Впоследствии режиссёр пригласит актрису Кэйко Мацудзаку ещё раз стать объектом любовного интереса главного героя в серии «Мужчине живётся трудно. Фильм 46: Торадзиро делает предложение» (1993). По результатам проката фильм занял 5 место в бокс-офисе 1981 года, его посмотрели 1 млн. 821 тыс. японских зрителей.

## Сюжет
Тора-сан после долгих скитаний по Японии приезжает навестить родных в Сибамату (Кацусика, Токио), где его ожидает необычайно тёплый приём. Тора-сана беспокоит лишь одна проблема: душевное здоровье Умэтаро, который давно уже является другом дома, как бы даже и членом семьи. Он хозяин типографии и босс Хироси, мужа Сакуры. В настоящий момент его бизнес близок к банкротству и несчастный Умэтаро впал в депрессию. Когда в один из вечеров Умэтаро исчезает, Тора думает о его самоубийстве и отчаянно ищет друга. Однако, тот просто ушёл в запой.
Погостив у тёти с дядей, Торадзиро вновь уходит в странствия по стране. В своём путешествии он встречает на берегу Внутреннего моря красивую молодую женщину Фуми и они становятся друзьями. Вскоре он вновь с ней встретился в Осаке и с удивлением узнал, что она гейша (ему почему-то казалось, что она должна быть непременно офисным клерком, — так он себе её представлял). Они проводят вместе приятные дни. Когда Тора узнаёт, что Фуми много лет не видела своего брата, он убеждает её навестить его. Но им приходится узнать, что он уже скончался. Как и ожидалось, Тора-сан влюбляется в неё и объявляет своим родственникам, что он собирается на ней жениться. Однако, его планы рушатся, когда Фуми информирует Тора-сана о своей помолвке.

## В ролях
- Киёси Ацуми — Торадзиро Курума (или Тора-сан)
- Тиэко Байсё — Сакура, сестра Торадзиро
- Кэйко Мацудзака — Фуми
- Масами Симодзё — Тацудзо Курума, дядя Тора-сана
- Тиэко Мисаки — Цунэ Курума, тётя Тора-сана
- Гин Маэда — Хироси, муж Сакуры
- Хисао Дадзай — Умэтаро, босс Хироси
- Хидэтака Ёсиока — Мицуо Сува, сын Сакуры и Хироси, племянник Тора-сана
- Гадзиро Сато — Гэнкё
- Тэруэ Сёдзи — гейша
- Ханаэ Сёдзи — гейша
- Рэйко Хацунэ — Канэ
- Тисю Рю — Годзэн-сама, священник

## Премьеры
- — национальная премьера фильма состоялась 8 августа 1981 года в Токио[1].
- — премьерный показ в США 1 января 1982 года[4].

## Награды и номинации
Премия Японской киноакадемии
- 5-я церемония вручения премии (1982)[5]

Выиграли:
- премия лучшей актрисе — Кэйко Мацудзака (ex aequo: «Врата юности»)

Номинации:
- за лучшую мужскую роль — Киёси Ацуми (ex aequo: «Мужчине живётся трудно. Фильм 26: Песня сизой чайки Торадзиро»)

Премия «Голубая лента»
- 24-я церемония награждения (1982)[6]

- Премия лучшей актрисе 1981 года — Кэйко Мацудзака (ex aequo: «Врата юности»)

Премия журнала «Кинэма Дзюмпо» (1982)
- Номинация на премию за лучший фильм 1981 года, однако по результатам голосования занято лишь 18-е место